# Laguna Rogagua
Laguna Rogagua er en sø i pampas området i det nordlige Bolivia, i José Ballivián Provinsen i Beni Departementet.
Laguna Rogagua and nogle mindre søer ligger nord for byen Santa Rosa (Santa Rosa, Beni, Bolivia), og nordøst for byerne Rurrenabaque og Reyes (Reyes, Bolivia).
Nogle af de populære pampas ture fra Rurrenabaque går til området ved Laguna Rogagua eller til området ved Yacuma Floden.
En anden stor sø med et lignende navn: Laguna Rogaguado i Yacuma Provinsen i Beni Departementet.

(Laguna Rogaguado ligger nordøst for Laguna Rogagua, og 'langt væk').
Laguna (eller Lago) Rogagua er en tropisk, boliviansk ferskvandssø i Amazonas flodbassinet. Søen er 21 km lang og 9 km bred og har et areal på 155 km² og omkreds på 52 kilometer, og den er således en af de største søer i Bolivia. Rogagua er et vigtig vandreservoir og et vigtigt område for dyrelivet.
13°57′53″S 66°59′1″V / 13.96472°S 66.98361°V